# 尼沃凱爾克 (火山)
尼沃凱爾克（英語：Nieuwerkerk）是一座位於印度尼西亞班達海的海底火山，該火山與中國皇帝剛好位於同一火山鏈，在學術上被稱作尼沃凯尔克–中国皇帝海嶺（简称），這條海嶺深度約在3,100至2,700（10,200至8,900英尺）左右。